# Leuroleberis sharpei
Leuroleberis sharpei är en kräftdjursart som beskrevs av Louis S. Kornicker 1981. Leuroleberis sharpei ingår i släktet Leuroleberis och familjen Cylindroleberididae. Inga underarter finns listade i Catalogue of Life.